# Файоль, Анри
Анри́ Файо́ль (фр. Henri Fayol; 29 июля 1841, Константинополь, Османская империя — 19 ноября 1925, Париж, Франция) — французский горный инженер, теоретик и практик менеджмента, основатель административной (классической) школы управления.

## Биография
Файоль родился в 1841 году в пригороде Стамбула в Турции, где его отец руководил строительством моста через бухту Золотой Рог. В 1847 году его семья вернулась домой во Францию. Окончив в 1860 году Горную школу Сент-Этьена, он устроился на работу в горнодобывающую компанию Compagnie de Commentry-Fourchambeau-Decazeville, в которой с 1888 по 1918 год занимал пост руководителя. Впервые Файоль публично изложил свои взгляды на управление в речи, произнесенной 23 июня 1900 г., на заключительном заседании Международного горно-металлургического конгресса, проходившем в Париже. В 1916 году, всего через несколько лет после публикации Тейлором своей теории научной организации труда, Файоль опубликовал работу «Общее и промышленное управление» (фр. Administration Industrielle et Générale). В своей книге Файоль обобщал наработанные им схемы управления, создавая логически стройную систематическую теорию менеджмента.

## Управленческая концепция
Файоль выделяет пять функций менеджмента, представляющие собой самостоятельные направления, но в то же время связанные с другими направлениями процесса управления.
Управлять по Файолю означает:
1. Планировать (prévoir)
2. Организовывать (organiser)
3. Распоряжаться (commander)
4. Координировать (coordonner)
5. Контролировать (contróler)

Файолем были сформулированы получившие широкое распространение четырнадцать принципов управления. Некоторые из правил существовали ещё до Файоля, другие были обобщены, третьи — сформулированы впервые.
Принципы управления по Файолю:
1. Разделение труда — перепоручение работникам отдельных операций и, как следствие, повышение производительности труда, ввиду того, что персонал получает возможность сосредоточения своего внимания.
2. Власть и ответственность — право отдавать приказы должно быть уравновешено ответственностью за их последствия.
3. Дисциплина — необходимость соблюдения правил, установленных внутри организации. Для поддержания дисциплины необходимо наличие на всех уровнях руководителей, способных применять адекватные санкции к нарушителям порядка.
4. Единоначалие — каждый работник отчитывается только перед одним руководителем и только от него получает распоряжения.
5. Единство действий — группа работников должна работать только по единому плану, направленному на достижение одной цели.
6. Подчинённость интересов — интересы работника или группы работников не должны ставиться выше интересов организации.
7. Вознаграждение — наличие справедливых методов стимулирования работников.
8. Централизация — естественный порядок в организации, имеющей управляющий центр. Степень централизации зависит от каждого конкретного случая.
9. Иерархия — организационная иерархия, которая не должна нарушаться, но которую, по мере возможности, необходимо сократить во избежание вреда.
10. Порядок — определённое место для каждого лица и каждое лицо на своём месте.
11. Справедливость — уважение и справедливость администрации к подчинённым, сочетание благожелательности и правосудия.
12. Стабильность персонала — текучесть кадров ослабляет организацию и является следствием плохого менеджмента.
13. Инициатива — предоставление возможности проявления личной инициативы работникам.
14. Корпоративный дух — сплочённость работников, единство силы.

## Сочинения
- Fayol, Henri Administration industrielle et générale. — Paris. — Dunod et Pinat. — 1916. — 174 p.
  - Общее и промышленное управление / Пер. Б. В. Бабина-Кореня с предисл. А. К. Гастева. — М. : Центральный институт труда, 1923. — 122, [2] с. : табл.